# Vicentinho Alves
Vicente Alves de Oliveira (Porto Nacional, 1º de outubro de 1957) é um político brasileiro filiado ao Progressistas (PP). O Senado federal não menciona que Vicentinho seja formado.
Muito conhecido como Vicentinho Alves, é pecuarista e piloto comercial. Casado com Adailde Alves, tem quatro filhos.

## Política
Prefeito de sua cidade natal Porto Nacional entre 1989 e 1992, elegeu-se por dois mandatos consecutivos, 1998 e 2002, a deputado estadual chagando a presidir a Assembléia Legislativa do Tocantins.
Em 2006 obteve nas urnas o mandato de deputado federal. Tendo pertencido ao PDT, PFL, PSDB,PL e ao Partido Solidariedade. Voltou ao Partido da Republica (PR) em 2014 agora PL Partido Liberal.
Nas eleições estaduais no Tocantins em 2010, Vicentinho Alves disputou uma das duas vagas ao Senado Federal, mas obteve o 3º lugar, com 332.295 votos.
Entretanto, um dos eleitos, o ex-governador do estado Marcelo Miranda teve sua candidatura indeferida com base da lei complementar 64/90 pelo Tribunal Superior Eleitoral (TSE) em 16 de novembro de 2010, garantindo a Vicentinho Alves a diplomação e posse como senador do Tocantins a partir de 1º de fevereiro de 2011. Vicentinho assumiu a vaga deixada pelo ex-senador Leomar Quintanilha que já estava no senado há 16 anos (2 mandatos consecutivos).
Ocupou o cargo de Primeiro-Secretário da Mesa Diretora do Senado Federal no biênio 2015-2016. Ao Primeiro-Secretário compete a administração da Casa e a supervisão geral do Senado Federal.
Em dezembro de 2016, votou a favor da PEC do Teto dos Gastos Públicos. Em julho de 2017 votou a favor da reforma trabalhista.
Em outubro de 2017 votou a favor da manutenção do mandato do senador Aécio Neves derrubando decisão da Primeira Turma do Supremo Tribunal Federal no processo onde ele é acusado de corrupção e obstrução da justiça por solicitar dois milhões de reais ao empresário Joesley Batista.
Em junho de 2018 concorreu ao cargo de Governador do Tocantins, para um mandato tampão até o fim do ano, na eleição suplementar que ocorreu no estado. Neste pleito, ficou em segundo lugar no primeiro turno, indo ao segundo turno contra o então governador em exercício Mauro Carlesse.